# Hummelmarter
Hummelmarter ist ein Gemeindeteil der Gemeinde Oberaurach im unterfränkischen Landkreis Haßberge in Bayern.

## Geographie
Das Dorf liegt auf der Gemarkung Trossenfurt südwestlich von Tretzendorf an der Kreisstraße HAS 24. Am südlichen Ortsrand verläuft die Kreisstraße HAS 26 und südöstlich die Staatsstraße 2274. Nördlich fließt der Grundbach, ein Nebenfluss der nordöstlich fließenden Aurach, eines orografisch linken Nebenflusses der Regnitz. Nördlich des Ortes erstreckt sich das rund 203 ha große Naturschutzgebiet Tretzendorfer Weiher.

## Geschichte
Hummelmarter war ein Gemeindeteil der aufgelösten Gemeinde Trossenfurt.

## Baudenkmäler
In der Liste der Baudenkmäler in Oberaurach sind für Hummelmarter zwei Baudenkmale aufgeführt, darunter die aus Sandsteinquadern erbaute katholische Kapelle, bezeichnet „1890“, ein giebelständiger Saalbau mit Krüppelwalm und Dachreiter.